# Dubai metro route2020
Dubai metro route2020 wordt gezien als een uitbreiding van de rode lijn van de metro van Dubai. Maar eigenlijk is het een op zichzelf staande metrolijn: op het Jabal Ali-station kunnen reizigers vanaf de 'oude' rode lijn overstappen op de treinen van route2020. De lijn is 15 kilometer lang en zal 7 stations (waaronder 2 ondergrondse) krijgen. De lijn moet in 2020 geopend worden en is voornamelijk aangelegd om de Expo 2020-locatie bereikbaar te maken. De totale kosten van route2020 bedragen Dh 10,6 miljard, inclusief de aanleg van de spooruitbreiding en zeven stations, evenals een upgrade van het bestaande metronetwerk.
De route heeft een capaciteit van 46.000 reizigers per uur in beide richtingen. Er zullen in eerste instantie 15 treinen worden ingezet op de lijn, die door Alstom (type Metropolis) worden gebouwd. Ze zullen een uiterlijk hebben dat lijkt op de oude treinen die al op de rode en groene metrolijnen in Dubai rijden, maar het interieur zal anders zijn. De treinen hebben een hogere capaciteit, waaronder 696 zitplaatsen, dan de oude treinen. De nieuwe treinen hebben een opgefrist interieur met betere airconditioning, digitale kaarten, verbeterde snelheid, remmen en deuren. De nieuwe treinen werden vanaf eind 2018 geleverd. In totaal zullen er 50 van deze nieuwe treinen aan Dubai worden geleverd. Daarvan zullen er dus 15 op route2020 ingezet worden, terwijl de andere treinen de capaciteit op de andere metrolijnen zullen gaan vergroten.
Van de 15 kilometer die de route2020-lijn lang is, loopt 11,8 km over een viaduct en de resterende 3,2 km is ondergronds aangelegd. De lijn zal naar verwachting in de toekomst met 6 km worden verlengd naar Al Maktoum International Airport.

## Bouw
De wegen- en transportautoriteit van Dubai (RTA) is de opdrachtgever van het project, waarvan de contracten in 2015 zijn ondertekend. Expolink, een consortium onder leiding van Alstom met o.a. Acciona en Gulermack, kreeg het bouwcontract voor het Route 2020-project. Alstom levert het rollend materieel en voert ook elektromechanische werken uit die verband houden met het project, terwijl Acciona en Gulermack verantwoordelijk zijn voor de civiele werken. Thales Groep leverde signaleringstechnologie voor de treinen zonder bestuurder en is verantwoordelijk voor het toezicht op de treinbewegingen. Het leverde ook beveiligingssystemen en ticketsystemen voor de metrolijn.
De bouw van de uitbreidingsroute is in september 2016 begonnen. Werkzaamheden aan de 3,2 kilometer lange tunnel, die een variërende diepte van 12 tot 36 meter onder de grond heeft, begon op 24 oktober 2017 na de lancering door Sheikh Mohammed bin Rashid, heerser van Dubai. Een gigantische tunnelgraver, bekend als ‘Al Wugeisha Expo 2020’, werd ingezet om rotsen te breken en door ondergrondse lagen te boren. De boring is voltooid in juli 2018.
De bouwwerken met betrekking tot de viaducten zijn voltooid in november 2018, terwijl de spoorwerken medio 2019 zijn voltooid. Begin 2020 is begonnen met het testen van de metro. Volgens planning zou Route2020 op 20 mei 2020 moeten starten met commerciële activiteiten; vijf maanden voor de opening van de Dubai Expo 2020.
Het plan Route2020 omvat ook de bouw van drie elektriciteitscentrales en een extra tractiecentrale, om de metrolijn van stroom te kunnen voorzien (zowel voor het rijden van de treinen als voorzieningen op de stations). De baanindeling ten oosten van Jabal Ali station is aangepast om twee extra platforms te creëren die gebruikt zullen worden om de nieuwe route te bedienen.

## Stations
Het Expo 2020-station is het grootste station in het uitbreidingsproject. Miljoenen bezoekers worden verwacht tijdens de Expo 2020 en de overgrote meerderheid zal de metrolijn Route2020 gebruiken om bij de locatie te komen. Anticiperend hierop is het station gebouwd om meer dan 520.000 passagiers  per dag in beide richtingen te kunnen verwerken. Het is een station met meerdere verdiepingen met een begane grond, een mezzanine, een hal en het perron. De centrale gang op het niveau van de hal zorgt voor een voetgangersverbinding tussen de twee zijden van het station. Het ontwerp van het station is gebaseerd op de vleugels van een vliegtuig die met goud omrand zijn en  "de reis van de stad naar de toekomst weerspiegelen door innovatie".
Andere Route2020-stations zijn ontworpen om te passen bij de bestaande stations op de rode en groene metrolijnen, maar de verhoogde en ondergrondse stations zijn aangepast om een hogere reizigerscapaciteit te hebben. De verhoogde stations hebben een oppervlakte variërend van 8.100 tot 8.800 vierkante meter en de oppervlakte van de ondergrondse stations varieert van 27.000 tot 28.700 vierkante meter.